# Kanton Aumale
Der Kanton Aumale war bis 2015 ein französischer Kanton im Arrondissement Dieppe, im Département Seine-Maritime und in der Region Haute-Normandie; sein Hauptort war Aumale, Vertreter im Generalrat des Départements war von 1998 bis 2011 Pierre-Marie Duhamel (UMP). Ihm folgte Virginie Lucot-Avril (ebenfalls UMP) nach.

## Geografie
Der Kanton Aumale war 185,78 km² groß und hatte (2014) 7.028 Einwohner, was einer Bevölkerungsdichte von 38 Einwohnern pro km² entsprach. Er lag im Mittel auf 187 Meter über dem Meeresspiegel, zwischen 76 Meter in Vieux-Rouen-sur-Bresle und 246 Meter in Conteville.

## Gemeinden
Der Kanton bestand aus fünfzehn Gemeinden:
| Gemeinde                  | Einwohner Jahr | Fläche km² | Bevölkerungsdichte | Code INSEE | Postleitzahl |
| ------------------------- | -------------- | ---------- | ------------------ | ---------- | ------------ |
| Aubéguimont               | 201 (2014)     | 4,85       | 41 Einw./km²       | 76028      | 76390        |
| Aumale                    | 2.271 (2014)   | 9,06       | 251 Einw./km²      | 76035      | 76390        |
| Le Caule-Sainte-Beuve     | 485 (2014)     | 16,71      | 29 Einw./km²       | 76166      | 76390        |
| Conteville                | 514 (2014)     | 13,71      | 37 Einw./km²       | 76186      | 76390        |
| Criquiers                 | 659 (2014)     | 23,6       | 28 Einw./km²       | 76199      | 76390        |
| Ellecourt                 | 137 (2014)     | 4,45       | 31 Einw./km²       | 76233      | 76390        |
| Haudricourt               | 450 (2014)     | 29,98      | 15 Einw./km²       | 76344      | 76390        |
| Illois                    | 387 (2014)     | 14,54      | 27 Einw./km²       | 76372      | 76390        |
| Landes-Vieilles-et-Neuves | 138 (2014)     | 7,09       | 19 Einw./km²       | 76381      | 76390        |
| Marques                   | 217 (2014)     | 13,05      | 17 Einw./km²       | 76411      | 76390        |
| Morienne                  | 175 (2014)     | 8,91       | 20 Einw./km²       | 76606      | 76390        |
| Nullemont                 | 138 (2014)     | 5,65       | 24 Einw./km²       | 76479      | 76390        |
| Richemont                 | 482 (2014)     | 10,69      | 45 Einw./km²       | 76527      | 76390        |
| Ronchois                  | 163 (2014)     | 8,62       | 19 Einw./km²       | 76537      | 76390        |
| Vieux-Rouen-sur-Bresle    | 611 (2014)     | 14,92      | 41 Einw./km²       | 76739      | 76390        |

## Bevölkerungsentwicklung
| 1962  | 1968  | 1975  | 1982  | 1990  | 1999  | 2008  | 2014  |
| ----- | ----- | ----- | ----- | ----- | ----- | ----- | ----- |
| 7.343 | 7.956 | 7.641 | 7.241 | 7.185 | 6.979 | 7.041 | 7.028 |